# Бакши, Оскар Александрович
Оскар Александрович Бакши (10 апреля 1917, Симферополь, Таврическая губерния, Российская империя — 2 ноября 2004, Челябинск, Челябинская область, Россия) — советский и российский учёный, доктор технических наук, профессор.

## Биография
Родился 10 апреля 1917 года в Симферополе Крымской области в семье служащих. В 1931 году устроился на работу учеником токаря на заводе. Поступил на рабфак, окончил его в 1935 году и поступил в Ленинградский политехнический институт (ЛПИ) на металлургический факультет, по его окончании поступил в аспирантуру альма-матер. Житель блокадного Ленинграда. В 1946—1950 годах — аспирант кафедры сварочного производства ЛПИ. В 1950 году переехал в Челябинск и почти на полвека связывает свою преподавательскую карьеру с Челябинским политехническим институтом (ЧПИ): с 1950 года преподаватель, в 1968—1977 годах — проректор по научной работе, в 1971—1987 годах — заведующий кафедрой оборудования и технологии сварочного производства. Работал в ЧПИ до 1997 года.
В 1967 году в Московском высшем техническом училище им. Н. Э. Баумана защитил докторскую диссертацию на тему «Механическая неоднородность сварных соединений».
Умер 2 ноября 2004 года в Челябинске, похоронен на Градском кладбище.

## Научная деятельность
Один из основателей челябинской научной школы сварщиков-прочнистов. Сфера научных интересов — исследования работоспособности сварных соединений с учётом влияния механической неоднородности. Под его наставничеством защищены 7 докторских и 45 кандидатских диссертаций.
Был главой Челябинской областной организации Общества «Знание».
Опубликовал около 260 научных работ, в том числе две монографии; имеет 8 авторских свидетельств на изобретения.

## Признание и награды
- Орден «Знак Почёта»;
- Медаль «За оборону Ленинграда»;
- Медаль «За доблестный труд в Великой Отечественной войне 1941—1945 гг.».
- Почётный профессор ЮУрГУ.
- Заслуженный деятель науки РСФСР (1977)[1][2].